# Gustavo Fernández
Gustavo Daniel Fernández (16 lutego 1952) – piłkarz urugwajski, bramkarz.
Będąc piłkarzem klubu Rentistas Montevideo wziął udział wraz z reprezentacją Urugwaju w finałach Mistrzostw Świata w 1974 roku, gdzie Urugwaj odpadł już w fazie grupowej. Fernández nie zagrał w żadnym meczu.
Jako bramkarz klubu CA Peñarol był w urugwajskiej kadrze podczas turnieju Copa América 1983, gdzie Urugwaj zdobył mistrzostwo Ameryki Południowej. Także i tym razem nie wystąpił w żadnym spotkaniu, gdyż bramki urugwajskie strzegł Rodolfo Sergio Rodríguez.
Broniąc bramki Peñarolu odniósł wielkie sukcesy na arenie międzynarodowej - wygrał turniej Copa Libertadores 1982 i w tym samym roku Puchar Interkontynentalny. Dotarł następnie do finału Copa Libertadores 1983.